# ولز، یورک‌شر جنوبی
ولز (به انگلیسی: Wales) یک روستا و محله مدنی در بریتانیا است که در راترهام واقع شده‌است. ولز ۷٬۰۶۹ نفر جمعیت دارد.